# 櫛田神社 (福岡市)

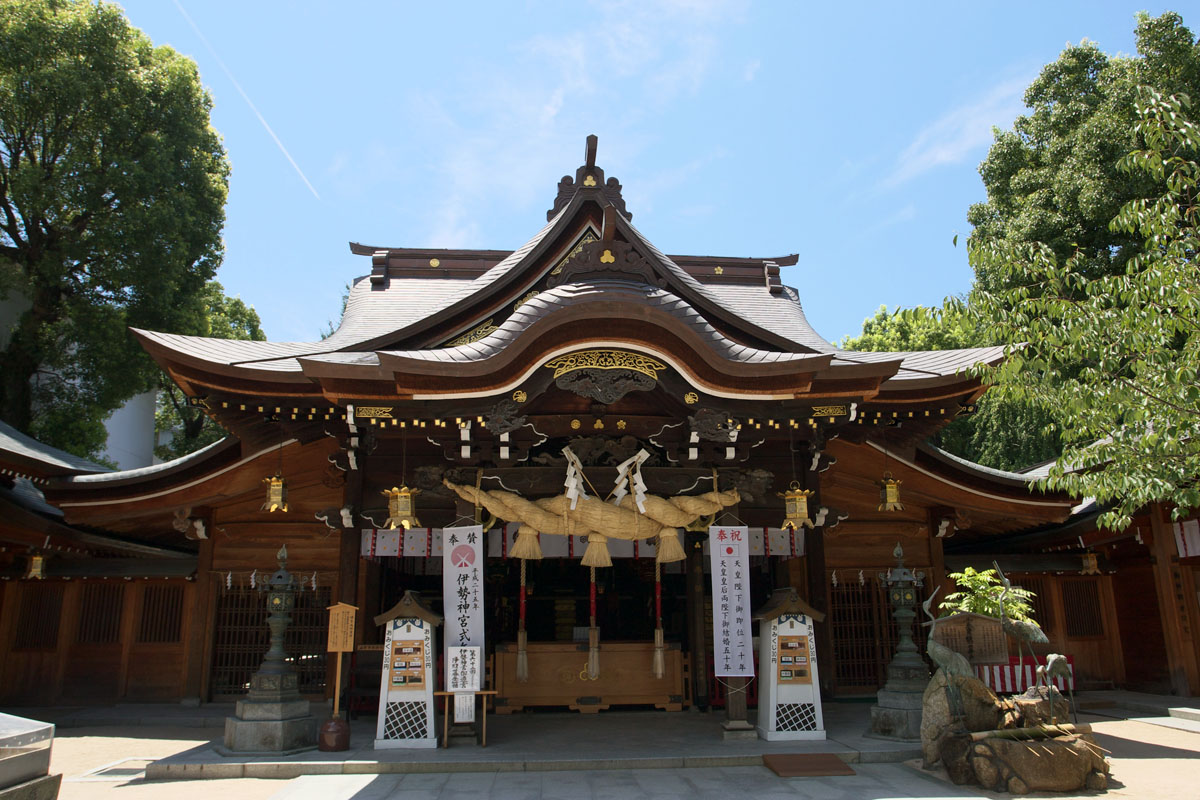
櫛田神社

櫛田神社（日语：／ Kushida Jinja */?）是位於日本福岡市博多區的一座神社。正式名稱為博多總鎮守櫛田神社（／ Hakata Sōchinju Kushida Jinja ?）。櫛田神社歷史悠久，自古就作為博多的氏神和總鎮守而聚集當地人的信仰，並在7月1至15日舉辦在2016年被聯合國教科文組織列入世界非物質文化遺產的博多祇園山笠，在10月舉辦博多供日等大型活動。祭神有大幡大神（櫛田大神）、天照皇大神、素盞嗚大神（祇園大神）。櫛田神社的歷史起源自757年。在社格上是縣社。

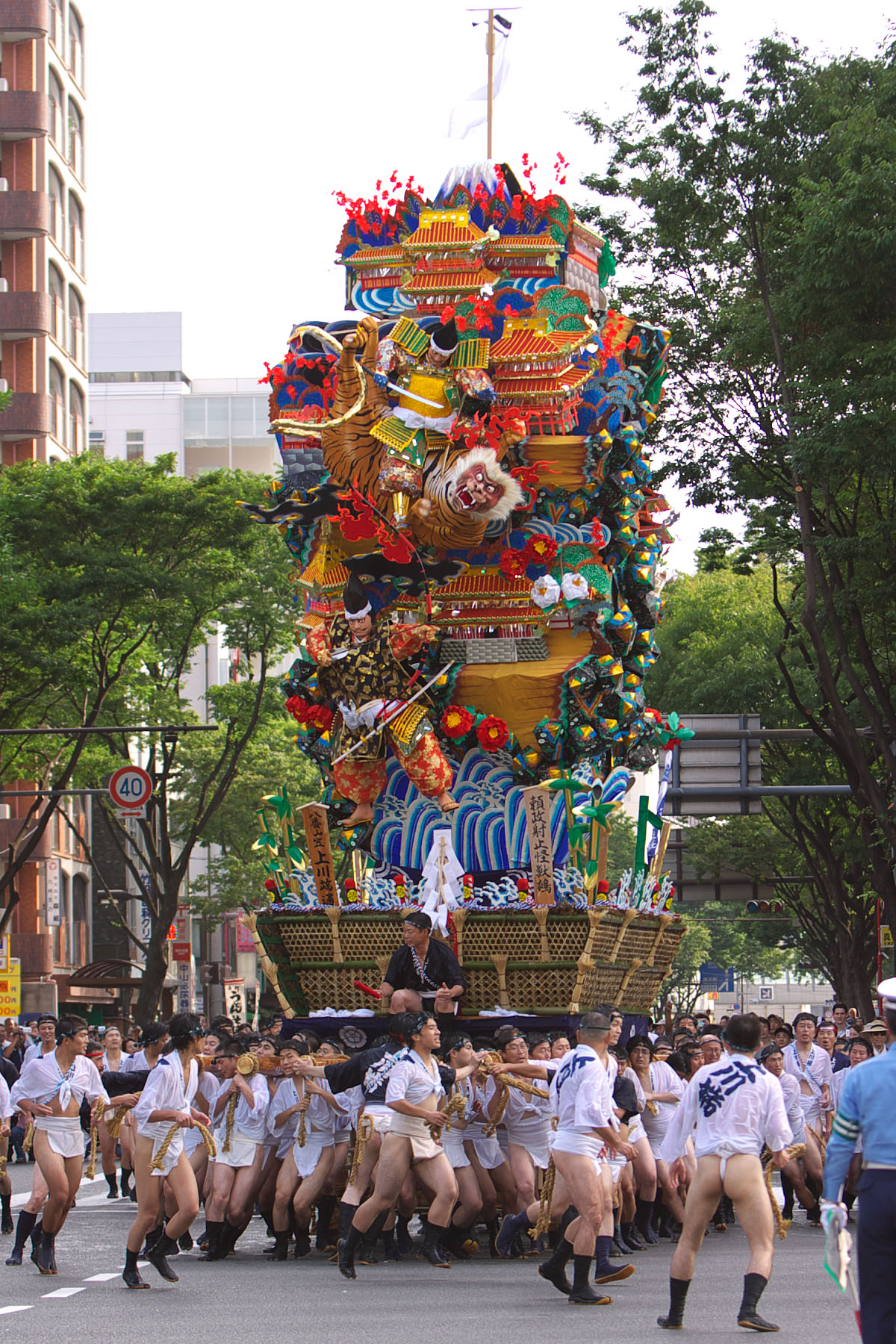
博多祇園山笠

## 交通
- 福岡市地下鐵七隈線：櫛田神社前車站